# Нечаев, Николай Петрович
Никола́й Петро́вич Неча́ев (9 [22] мая 1912, Ставрополь, Самарская губерния — неизвестно) — советский деятель сельского хозяйства, Герой Социалистического Труда.

## Биография
Родился 9 (22) мая 1912 года в городе Ставрополь Самарской губернии (ныне Тольятти) в семье рабочего-кустаря Петра Максимовича и его жены Пелагеи Павловны. Окончил семилетнюю школу и Усольский сельскохозяйственный техникум, работал агрономом в совхозе «Кузоватовский» Кузоватовского района Куйбышевской области, затем — старшим агрономом в совхозе «Пионер» Шигонского района.
В апреле 1941 года стал директором свиноводческого совхоза «Канаш» в Шенталинском районе Куйбышевской области. Ему удалось вывести убыточное предприятие, готовившееся к ликвидации, из кризиса, по итогам первого квартала 1943 года «Канаш» вышел на первое место среди совхозов страны, был удостоен переходящего Красного знамени. В 1945 году по сравнению с довоенным периодом совхоз вдвое увеличил производство зерна, утроил производство свинины, более чем в 3 раза увеличил надои молока. В центральной усадьбе совхоза было построено 7 жилых домов для рабочих совхоза, общественная баня, медицинская амбулатория, омшаник. По итогам успешной работы совхоза в военные годы Николай Нечаев был награждён орденом Ленина.
В послевоенный период совхоз «Канаш» продолжал увеличивать производство всех видов сельскохозяйственной продукции. Указом Президиума Верховного Совета СССР от 3 декабря 1949 года за получение высокой продуктивности животноводства в 1948 году Нечаеву Николаю Петровичу было присвоено звание Героя Социалистического Труда с вручением ордена Ленина и золотой медали «Серп и Молот». Одновременно были награждены и ещё четыре сотрудника совхоза (в том числе С. А. Редин). По итогам работы совхоза в 1949 году его директор был награждён третьим орденом Ленина.
В январе 1950 года Николай Нечаев перешёл на новую работу, возглавив Куйбышевский областной трест молочно-свиноводческих совхозов. С августа 1951 году обучался в Куйбышевской партийной школе и Высшей партийной школе при ЦК КПСС, по окончании которых был назначен директором Куйбышевской птицефабрики в селе Рождествено. В 1958 за умелое руководство птицефабрикой году был награждён орденом Трудового Красного Знамени.
В дальнейшем Нечаев руководил Куйбышевской опытной станции по садоводству, совхозом «Красноярский», в 1964 году стал директором Жигулёвской птицефабрики в селе Курумоч Волжского района Куйбышевской области. Ему удалось существенно увеличить производство яиц, птицефабрика стала одним из лидеров отрасли в стране и в 1966 году была награждена орденом Ленина.
В 1965 году Николай Нечаев по семейным обстоятельствам переехал в подмосковные Люберцы, где возглавлял местную птицефабрику, поголовье которой было больно бруцеллёзом. Ему удалось исправить ситуацию, заменив поражённое стадо птицами с Жигулёвской птицефабрики и куйбышевского птицесовхоза «Марс». Ещё одним место работы Николай Петровича стал павильон птицеводства Выставки достижений народного хозяйства СССР.
После выхода на пенсию возглавлял городской шахматный клуб в Люберцах. Дата смерти не установлена.

## Награды
- Герой Социалистического Труда (3.12.1949);
- Три ордена Ленина (10.09.1945; 03.12.1949; 17.10.1950);
- орден Трудового Красного Знамени (21.11.1958);
- орден «Знак Почёта» (23.08.1950);
- медали.